# Оґонкі (Поморське воєводство)
Оґонкі (пол. Ogonki, нім. Ogonken) — село в Польщі, у гміні Суленчино Картузького повіту Поморського воєводства.
У 1975-1998 роках село належало до Гданського воєводства.